# Tramways de l'Aude
Les Tramways de l'Aude exploitaient un réseau départemental dans le département de l'Aude entre 1901 et 1933. Ce réseau se composait de plusieurs lignes à voie métrique développées autour de Narbonne et Carcassonne. Toutes ces lignes étaient construites en accotement des routes avec des sections en déviation pour éviter certains reliefs. Une courte section de la ligne de Carcassonne à Lézignan était construite sur le territoire du département de l'Hérault, entre les communes de Félines et Olonzac.

## Histoire

### Chronologie de l'ouverture des lignes

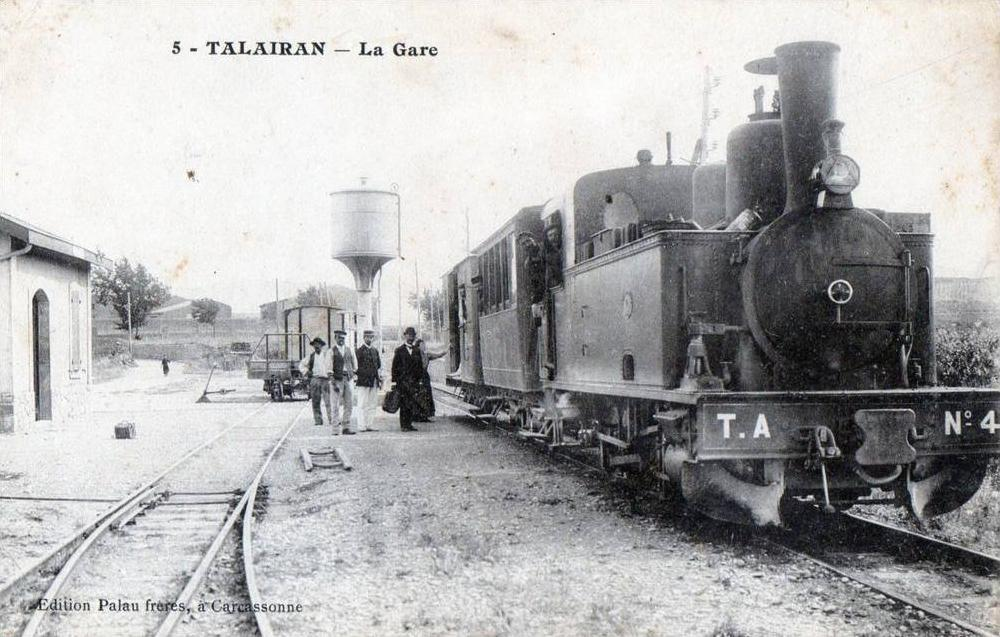
Un train en gare de Talairan.

Carcassonne - Caunes : 10 mars 1901
 Homps - Lézignan : 16 décembre 1901
Carcassonne - Caunes : 5 février 1902
Olonzac - Homps : 5 février 1902
Thézan - La Nouvelle (gare Midi): 5 juin 1902
Luzignan - Thézan   : 22 juin 1902
Ripaud - Tuchan : 10 octobre 1902
Castelnaudary -  Salles : 1er janvier 1903
Salles - Belpech : 14 juin 1903
Conques - Lastours : 14 juin 1903
La Nouvelle (gare Midi) - La Nouvelle Plage : 14 juillet 1904
Narbonne - Ouveillan : 12 février 1905
Narbonne - Fleury : 12 février 1905
Fabrezan - Saint Pierre : 1er avril 1905
Bram - Prouille : 10 mai 1905
Bram - Saint Denis : 10 mai 1905
Les Palais - Mouthoumet : 10 mai 1905
Narbonne - Thézan : 10 mai 1905
Bram - Fanjeaux : 20 novembre 1906
 Félines - Olonzac : 1er octobre 1908
Caunes - Félines : 15 juin 1910
La plupart des lignes sont ouvertes entre 1901 et 1905. Les deux dernières ouvertures de 1908 et 1910 concernent des tronçons de la ligne Carcassonne - Lézignan et ont nécessité de gros travaux de construction.

### Compagnie des Tramways à Vapeur de l'Aude

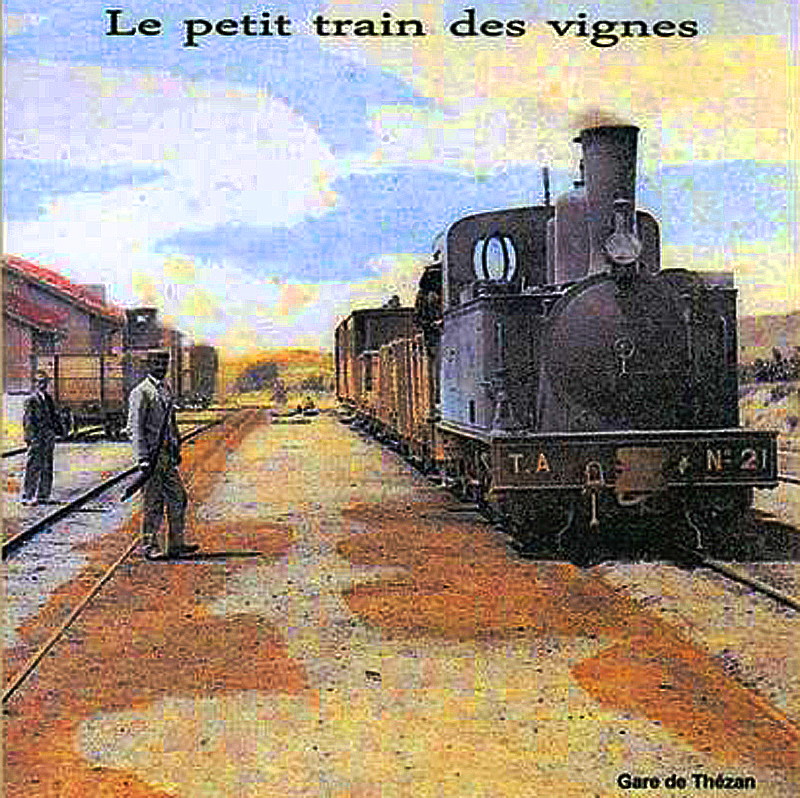
Train en gare de Trévoux.

La compagnie des tramways à vapeur de l'Aude (TVA), est formée le 7 novembre 1898. Son siège est à Carcassonne. Elle se substitue à M. Hugues Bardol, entrepreneur et détenteur de la concession pour un réseau de tramways dans le département de l'Aude. 
Cette compagnie adopte le sigle TVA. Sur le matériel roulant seules les lettres TA sont représentées.

### La Société générale des transports départementaux
La SGTD exploite plusieurs réseaux (Chemins de fer de la Banlieue de Reims, Tramways d'Eure-et-Loir, Tramways de la Côte d'Or). Elle entame en 1928 des négociations pour la reprise du réseau sous forme d'exploitation mixte rail-route. Après rachat des actifs de la compagnie des tramways à vapeur de l'Aude, elle entre en action à partir du 1er août 1930.

## Le réseau
Le réseau formait un ensemble de 342 kilomètres irriguant tout le département. La ligne de Carcassonne à Lézignan pénètre dans le département voisin de l'Hérault, sur une longueur de 20 kilomètres entre les gares de Félines et Olonzac.

### Les lignes

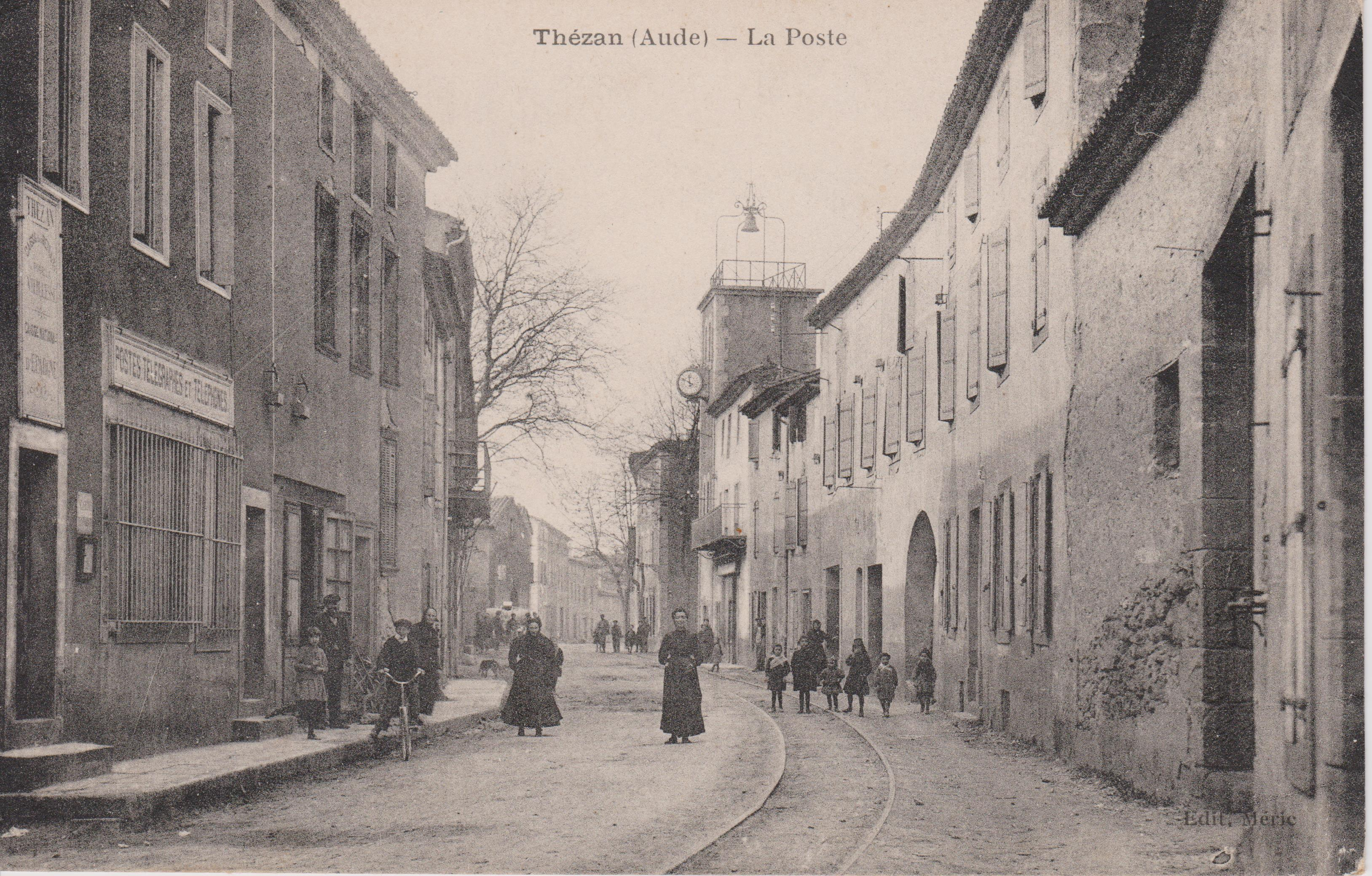
La voie posée sur la chaussée dans la traversée de Thézan-des-Corbières.

Les lignes se divisaient en quatre groupes :
- Les lignes isolées :

Castelnaudary - Belpech, (40,5km)
Bram - Fanjeaux, (11,2km)
Bram - Saint-Denis, (28,3km)
- Les lignes du Minervois :

Carcassonne - Lézignan, (65km)
Carcassonne - Lastours,(11,6km)
- Les lignes des Corbières :

Fabrezan -  Saint-Pierre, (14,2km)
 Les Palais - Mouthoumet, (29,9km)
 Ripaud - Tuchan, (24,9km)
Lezignan - La Nouvelle,  (51,8km)
Narbonne -  Thézan, (27km)
- Les lignes du Narbonnais :

Narbonne - Ouveillan, (14km)
Narbonne - Fleury, (16km)

### Gares de jonction
Il existait des gares de jonction avec le réseau de la Compagnie des Chemins de fer du Midi  :
Castelnaudary,  ligne Bordeaux-Saint-Jean - Sète-Ville
Bram,  ligne Bordeaux-Saint-Jean - Sète-Ville
Carcassonne,  ligne Bordeaux-Saint-Jean - Sète-Ville, ligne Carcassonne - Rivesaltes
 Caunes,  ligne Moux - Caunes-Minervois
Lézignan,  ligne Bordeaux-Saint-Jean - Sète-Ville,
Narbonne,  ligne Bordeaux-Saint-Jean - Sète-Ville, ligne Narbonne - Port-Bou
 La Nouvelle, ligne Narbonne - Port-Bou.

### Le matériel roulant

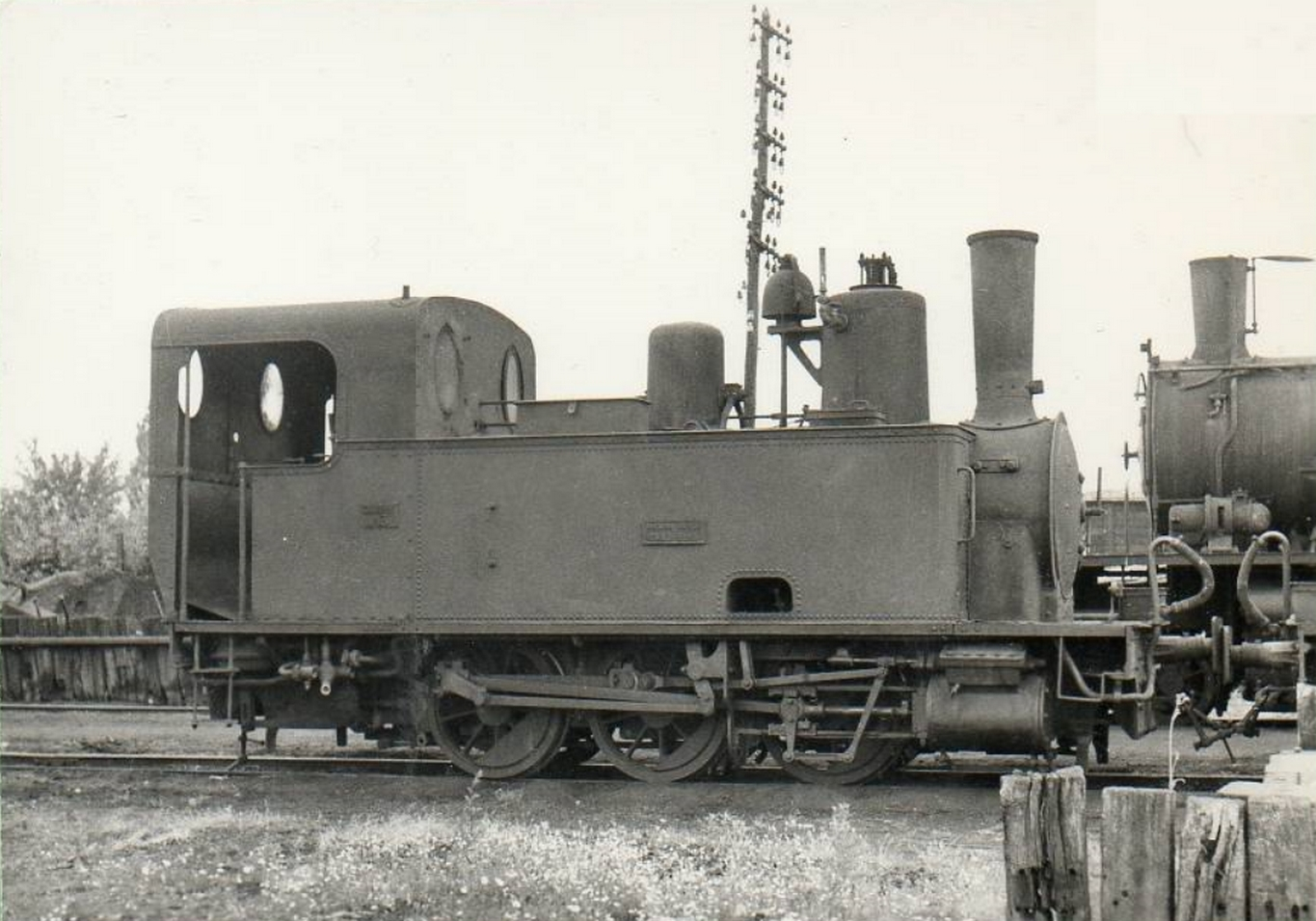
Locomotive Corpet (n°778), n°13 des Chemins de fer du Cambrésis, initialement livrée à l'Aude sous le numéro 3

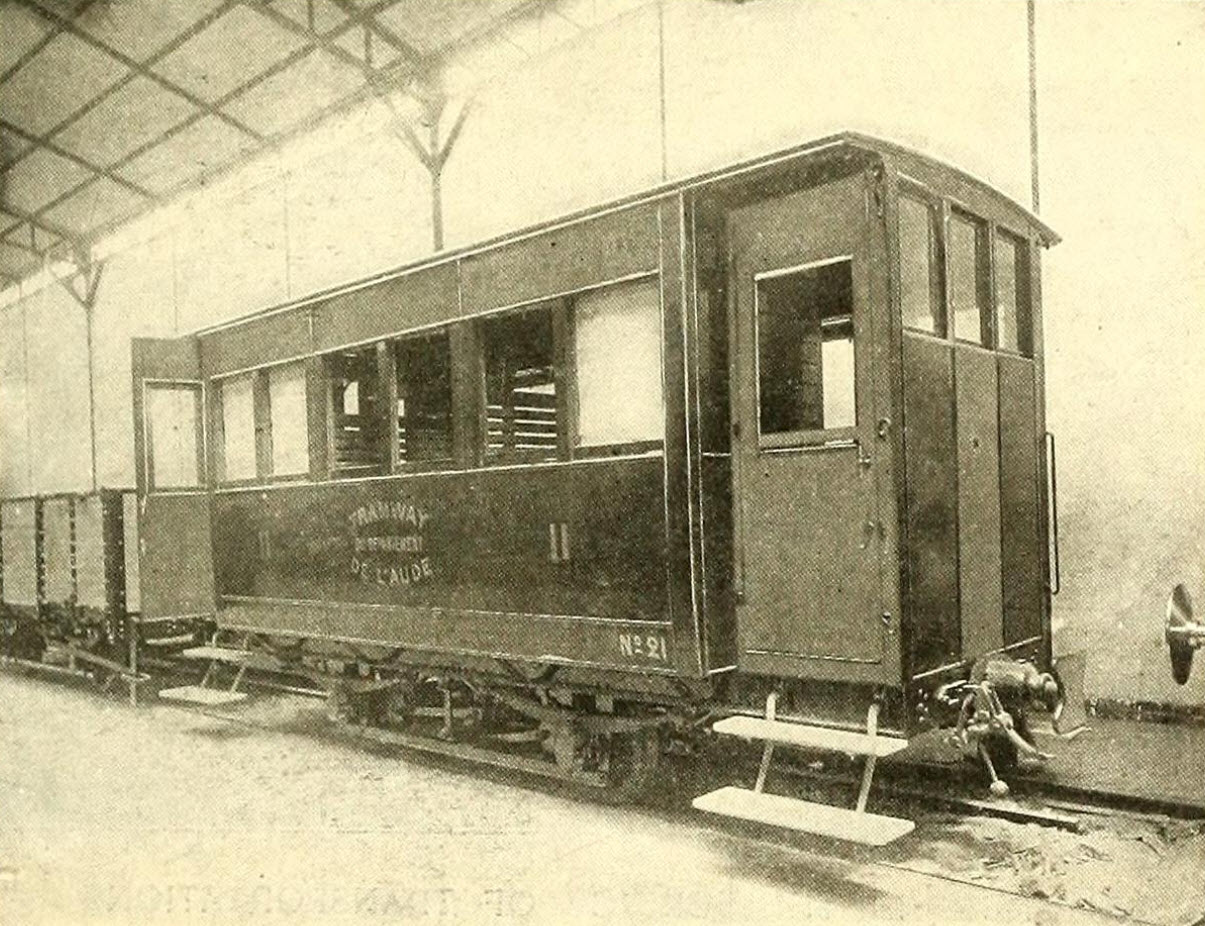
Voiture à voyageurs n°22

- Locomotives:

45 locomotives de type 030 construites par Corpet-Louvet et livrées entre 1899 et 1914
- - N°1 à 3 Corpet-Louvet n° de construction 776-778 en 1899
  - N°4 à 5 Corpet-Louvet n° de construction 785-786 en 1899
  - N°6 à 26 Corpet-Louvet n° de construction 789-807 en 1900 et 1901
  - N°27 Corpet-Louvet n° de construction 932 en 1902
  - N°28 à 35 Corpet-Louvet n° de construction 809-816 en 1903
  - N°36 à 37 Corpet-Louvet n° de construction 1164-65 en 1908
  - N°38 Corpet-Louvet n° de construction 1229 en 1908
  - N°39 à 41 Corpet-Louvet n° de construction 1370-72 en 1912
  - N°42 à 43 Corpet-Louvet n° de construction 1495-1496 en 1914
  - N°55 à 56 Corpet-Louvet n° de construction 1054-55 en 1905, acquises auprès de la Compagnie Minière de Villerouge et d'Albas, à Félines-Terménès

- Voitures pour voyageurs

72 voitures à  2 essieux
- Fourgons à bagages

27 fourgons avec compartiment postal
- Wagons de marchandises

86 wagons couverts
81 wagons tombereaux
186 wagons plats
10 wagons plats à traverses pivotantes